# Rudolf Trümpy
Rudolf Trümpy (16 août 1921 - 30 janvier 2009)  est un géologue suisse, né dans la petite ville suisse de Glaris.

## Biographie
Il est diplômé de l'École polytechnique fédérale de Zurich à la fin des années 1940 avec une thèse intitulée : "Der Lias der Glarner Alpen". De 1947 à 1953, il passe ses années post-doctorales à Lausanne avant d'être nommé professeur à l'ETH Zürich en 1953. Il y reste jusqu'en 1986.
Ses recherches se concentrent principalement sur la géologie alpine. Cependant, il publie également des articles sur des régions extra-alpines comme le Groenland, la Montagne Noire et le Sahara. Il est l'auteur de l'ouvrage de référence Géologie de la Suisse.
Trümpy est le récipiendaire de nombreux prix et récompenses, dont la médaille Wollaston  et la médaille Penrose . En 1978, il est élu associé étranger de l'Académie nationale des sciences des États-Unis . Il est également membre de l'Académie française des sciences .
De nombreuses formations stratigraphiques des Alpes occidentales sont décrites pour la première fois par Trümpy. Par exemple, les Couches de l'Aroley, les Couches des Marmontains et les Couches de St Cristoph .